# Makrokylindrus deinotelson
Makrokylindrus deinotelson är en kräftdjursart som beskrevs av Francis Day 1980. Makrokylindrus deinotelson ingår i släktet Makrokylindrus och familjen Diastylidae.
Artens utbredningsområde är Moçambiquekanalen. Inga underarter finns listade i Catalogue of Life.